# Communauté de communes Asse-Bléone-Verdon
Die Communauté de communes Asse-Bléone-Verdon war ein französischer Gemeindeverband mit der Rechtsform einer Communauté de communes im Département Alpes-de-Haute-Provence in der Region Provence-Alpes-Côte d’Azur. Sie wurde am 29. November 2012 gegründet und umfasste 17 Gemeinden. Der Verwaltungssitz befand sich in der Stadt Digne-les-Bains.

## Historische Entwicklung
Am 1. Januar 2017 wurde der Gemeindeverband mit den Communautés de communes Pays de Seyne, Moyenne-Durance,  Duyes et Bléone und Haute-Bléone zur neuen Provence-Alpes-Agglomération zusammengeschlossen.

## Ehemalige Mitgliedsgemeinden
1. Aiglun
2. Beynes
3. Bras-d’Asse
4. Champtercier
5. Châteauredon
6. Digne-les-Bains
7. Entrages
8. Estoublon
9. Majastres
10. Marcoux
11. Mézel
12. Moustiers-Sainte-Marie
13. La Robine-sur-Galabre
14. Sainte-Croix-du-Verdon
15. Saint-Jeannet
16. Saint-Julien-d’Asse
17. Saint-Jurs